# Santa Cruz de Moya (kommun)
Santa Cruz de Moya är en kommun i Spanien.   Den ligger i provinsen Provincia de Cuenca och regionen Kastilien-La Mancha, i den centrala delen av landet, 220 km öster om huvudstaden Madrid. Antalet invånare är 286.